# XVI округ (Будимпешта)
XVI округ (мађ. XVI. kerület) је један од 23 округа Будимпеште.